# Так, і Гоморра
«Так, і Гоморра…» (англ. Aye, and Gomorrah…) — відоме оповідання наукового фантаста Семюела Ділейні. Це перший твір який Семюел продавав. Оповідання виграло премію Неб'юла 1967 року, і номінувалося на премію Г'юго. Перше видання було в антології «Небезпечні видіння» Гарлана Елісона. Твір був контроверсійним через сексуальну тематику, і був названий «одним з найкращих творів письменника-бісексуала 1960-их років.»

## Сюжет
Повість описує світ в якому астронавтів, яких називають «спейсерами», стерилізують перед статевим дозріванням щоб уникнути ефектів космічного випромінення на гамети. Стерилізація не тільки робить їх неплідними, а також перешкоджає статевому дозріванню, що призводить до появи андроґінних людей стать яких неможливо визначити за зовнішнім виглядом. Спейсери є об'єктом фетишу субкультури «фрелків» — тих кого приваблює недосяжність і незбуджуваність спейсерів (в творі названий «комплекс сексуального заміщення вільного падіння»). Спейсери люблять використовувати це заради розваги і грошей — і, можливо, через самотність і бажання отримати назад втрачену сексуальність.
Спейсери використовують термін «фрелк» як принизливий в оповіданні, хоча самі займаються проституцією приймаючи плату від фрелків за псевдо-сексуальний контакт, якого ті бажають.